# Stefanía Aradillas
Stefanía Aradillas Alanís (Ciudad de México, 15 de septiembre de 1994) es una deportista mexicana especializada en sóftbol. Es integrante de la Selección femenina de sóftbol de México. Formó parte de la delegación mexicana en los Juegos Olímpicos de Tokio 2020.
Y desde 2024 forma parte del equipo de Diablos Rojos de México, en la Liga Mexicana de Sóftbol.

## Trayectoria

### Carrera universitaria
Aradillas comenzó su carrera universitaria en Mt. San Antonio College, en los Estados Unidos. Como estudiante de primer año en 2013, registró un promedio de bateo de .372, con ocho jonrones, 39 carreras impulsadas, 42 carreras y 11 bases robadas. Después de la temporada, ganó los honores del primer equipo en todas las conferencias después de ayudar a su equipo a convertirse en campeones invictos de la conferencia. Como estudiante de segundo año en 2014, registró un promedio de bateo de .338 con dos jonrones, 21 carreras impulsadas, 21 carreras y cuatro bases robadas. Fue transferida al equipo San Diego State Aztecs softball para su tercer año. En su primera temporada con ese equipo en 2015, jugó ocho partidos, donde registró un promedio de bateo de .11
Durante su último año en 2016, jugó 19 juegos, con 12 aperturas, donde registró un promedio de bateo de .118, con cuatro carreras impulsadas, cuatro bases por bolas y dos toques de sacrificio.

### Carrera internacional
Aradillas integró la selección femenina de sóftbol de México en las Copas Mundiales de Softbol de 2015 y 2017. Durante el clasificatorio olímpico, Aradillas ayudó a México a clasificarse a los juegos olímpicos por primera vez en la historia del país con una victoria por 2-1 sobre Canadá el 31 de agosto de 2019. Representó a México en Tokio 2020, donde fue la única nacida en México en el equipo olímpico. Con dicho equipo obtuvo cuarto lugar general de la competencia.

## Palmarés
| Juegos Centroamericanos y del Caribe | Juegos Centroamericanos y del Caribe | Juegos Centroamericanos y del Caribe | Juegos Centroamericanos y del Caribe |
| Año                                  | Lugar                                | Medalla                              | Competición                          |
| ------------------------------------ | ------------------------------------ | ------------------------------------ | ------------------------------------ |
| 2018                                 | Barranquilla ( Colombia)             | Medalla de plata                     | Sóftbol femenil                      |

### Premios y reconocimientos
- Premio Nacional del Deporte, 2020.[1]